# 音重鎮
音 重鎮（おと しげき、1963年11月18日 - ）は、石川県松任市（現：白山市）出身の元プロ野球選手（外野手、一塁手、左投左打）・コーチ。現在は中日ドラゴンズでスカウトを務めている。

## 来歴

### プロ入り前
星稜高校では、1年生ながら右翼手として1979年夏の甲子園に出場。3回戦に進み石井毅、嶋田宗彦のバッテリーを擁する箕島高と対戦、球史に残る延長18回の熱戦の末にサヨナラ負け。この試合では六番打者として2安打を放つ。2年上のチームメイトに北安博がいた。1981年には甲子園に春夏連続出場。春の選抜は2回戦に進むが秋田経大付のエース松本豊に抑えられ完封負けを喫する。夏の選手権は1回戦で和歌山工に完封負け。
高校卒業後は、名古屋商科大学に進学。愛知大学野球リーグでは優勝に届かず、1985年秋季リーグで愛知工大に次ぐ2位が最高成績だった。リーグ通算99試合出場、385打数118安打、打率.306、4本塁打、49打点。ベストナイン1度受賞。
大学卒業後は、社会人野球の新日本製鐵名古屋に進み、1987年のドラフト会議で中日ドラゴンズから5位指名を受け入団。背番号は引退した同じく左打ちの外野手・藤波行雄の40を引継ぐ。

### 中日時代（1度目）
1年目の1988年から強肩好守を活かし、中堅手の座を彦野利勝と争う。リーグ優勝に貢献し、同年の西武ライオンズとの日本シリーズは4試合に出場。第2戦では8回に山根和夫からダメ押しとなる2点適時打を放ち、最終第5戦では3安打を記録。しぶとい打撃と好守で貴重な戦力として活躍するが、故障も多かった。
1989年も55試合に先発出場。8月12日の中日対巨人戦（ナゴヤ球場）では9回裏一死までノーヒットノーランに抑え込まれていた巨人の先発・斎藤雅樹から代打で右翼線にヒットを打ち、斎藤のノーヒットノーランを阻止した。

### 広島時代
1991年1月に山田和利と共に長嶋清幸との交換トレードで広島東洋カープに移籍。
1994年には、右翼手として73試合に先発出場。広島市民球場の外野フェンスをよじ登って横浜・佐伯貴弘の本塁打性の飛球を好捕。この守備の映像が松下電器の大画面カラーテレビ「プレイバック・ヨコヅナ」のテレビコマーシャルに使われたこともある。
1995年は正一塁手のルイス・メディーナが故障離脱していた関係で開幕から山田和利と共に一塁で起用されていたが、前田智徳が故障離脱後は再び外野手での起用され、6月には3番打者に定着。同年はプロ生活唯一の規定打席（20位、打率.267）に到達し、守備でもゴールデングラブ賞を初受賞。アキレス腱断裂で戦線離脱した前田（前年まで4年連続ゴールデングラブ賞受賞）の穴を埋め、金本知憲、緒方孝市と外野トリオを結成し、優勝争いに貢献した。

### 中日時代（2度目）
1995年シーズンオフ、若林隆信+金銭との交換で再び山田和利と共に中日に復帰。移籍初年の1996年は開幕から中堅手、五番打者として起用されるが7月に故障で先発を外れる。翌年以降は故障の影響で極度の打撃不振に陥りスタメンでの出場は激減。守備力の衰えも相まって愛甲猛に次ぐ左の代打としての起用がほとんどであったが結果には結び付けれなかった。
1999年限りで現役引退。

### 現役引退後
2000年から中日のスコアラーに転身。
2002年に二軍外野守備コーチに就任。
2004年から打撃・外野守備走塁コーチに転任。その後、打撃兼任を解かれて外野守備走塁コーチに戻る。
2009年からスカウトに転身した。
2012年からジュニアドラゴンズの監督と東海ラジオの解説者を務める。
2013年にジュニアドラゴンズの監督を退任した。現在は北陸地区担当のスカウトとして活動している。

## 選手としての特徴
勝負強い打撃と高い守備力が魅力の外野手。

## 人物
実家は真宗大谷派の寺院。
娘の音華花（おとはるか）は子役、アイドル（元「ナト☆カン」）を経て現在は舞台女優・パチスロライター（パチマガスロマガFREE所属）。

## 詳細情報

### 年度別打撃成績
| 年 度      | 球 団      | 試 合 | 打 席 | 打 数 | 得 点 | 安 打 | 二 塁 打 | 三 塁 打 | 本 塁 打 | 塁 打 | 打 点 | 盗 塁 | 盗 塁 死 | 犠 打 | 犠 飛 | 四 球 | 敬 遠 | 死 球 | 三 振 | 併 殺 打 | 打 率 | 出 塁 率 | 長 打 率 | O P S |
| ---------- | ---------- | ----- | ----- | ----- | ----- | ----- | -------- | -------- | -------- | ----- | ----- | ----- | -------- | ----- | ----- | ----- | ----- | ----- | ----- | -------- | ----- | -------- | -------- | ----- |
| 1988       | 中日       | 66    | 171   | 151   | 17    | 33    | 7        | 3        | 3        | 55    | 18    | 0     | 1        | 7     | 3     | 8     | 0     | 2     | 27    | 2        | .219  | .262     | .364     | .626  |
| 1989       | 中日       | 78    | 253   | 219   | 29    | 55    | 12       | 2        | 1        | 74    | 16    | 4     | 2        | 15    | 2     | 14    | 0     | 3     | 34    | 3        | .251  | .303     | .338     | .641  |
| 1990       | 中日       | 10    | 40    | 32    | 3     | 11    | 2        | 0        | 0        | 13    | 4     | 2     | 1        | 0     | 0     | 7     | 1     | 1     | 0     | 0        | .344  | .475     | .406     | .881  |
| 1991       | 広島       | 61    | 73    | 64    | 7     | 13    | 2        | 0        | 1        | 18    | 7     | 0     | 1        | 1     | 2     | 4     | 0     | 2     | 15    | 1        | .203  | .264     | .281     | .545  |
| 1992       | 広島       | 85    | 76    | 73    | 12    | 19    | 5        | 0        | 2        | 30    | 4     | 0     | 0        | 2     | 0     | 1     | 0     | 0     | 10    | 1        | .260  | .270     | .411     | .681  |
| 1993       | 広島       | 12    | 14    | 14    | 0     | 3     | 0        | 0        | 0        | 3     | 0     | 0     | 0        | 0     | 0     | 0     | 0     | 0     | 2     | 1        | .214  | .214     | .214     | .428  |
| 1994       | 広島       | 115   | 344   | 306   | 40    | 90    | 17       | 1        | 5        | 124   | 39    | 2     | 3        | 8     | 5     | 24    | 3     | 1     | 60    | 9        | .294  | .342     | .405     | .747  |
| 1995       | 広島       | 118   | 442   | 404   | 49    | 108   | 15       | 2        | 9        | 154   | 49    | 4     | 5        | 3     | 5     | 28    | 1     | 2     | 68    | 13       | .267  | .314     | .381     | .695  |
| 1996       | 中日       | 86    | 305   | 275   | 43    | 73    | 13       | 0        | 11       | 119   | 41    | 3     | 1        | 1     | 4     | 21    | 1     | 4     | 42    | 11       | .265  | .322     | .433     | .755  |
| 1997       | 中日       | 55    | 149   | 130   | 9     | 21    | 3        | 1        | 1        | 29    | 9     | 2     | 0        | 8     | 2     | 8     | 1     | 1     | 24    | 5        | .162  | .213     | .223     | .436  |
| 1998       | 中日       | 11    | 21    | 20    | 0     | 2     | 1        | 0        | 0        | 3     | 1     | 0     | 0        | 0     | 0     | 0     | 0     | 1     | 6     | 0        | .100  | .143     | .150     | .293  |
| 1999       | 中日       | 76    | 83    | 74    | 2     | 15    | 4        | 0        | 0        | 19    | 7     | 1     | 0        | 1     | 0     | 7     | 0     | 1     | 16    | 2        | .203  | .280     | .257     | .537  |
| 通算：12年 | 通算：12年 | 773   | 1971  | 1762  | 211   | 443   | 81       | 9        | 33       | 641   | 195   | 18    | 14       | 46    | 23    | 122   | 7     | 18    | 304   | 48       | .251  | .303     | .364     | .667  |

### 表彰
- ゴールデングラブ賞：1回（外野手部門：1995年）

### 記録
- 初出場：1988年4月8日、対横浜大洋ホエールズ1回戦（ナゴヤ球場）、7回裏に鈴木孝政の代打で出場、欠端光則の前に凡退
- 初先発出場：1988年4月12日、対ヤクルトスワローズ1回戦（明治神宮野球場）、1番・中堅手として先発出場
- 初安打：1988年4月16日、対読売ジャイアンツ2回戦（ナゴヤ球場）、7回裏に西本聖から単打
- 初打点：1988年4月20日、対阪神タイガース2回戦（阪神甲子園球場）、3回表にマット・キーオから適時二塁打
- 初本塁打：1988年5月18日、対ヤクルトスワローズ6回戦（ナゴヤ球場）、3回裏に荒木大輔からソロ

### 背番号
- 40（1988年 - 1990年）
- 30（1991年 - 1995年）
- 50（1996年 - 1999年）
- 83（2002年 - 2008年）